# Gypsophila violacea
Gypsophila violacea là loài thực vật có hoa thuộc họ Cẩm chướng. Loài này được (Ledeb.) Fenzl mô tả khoa học đầu tiên năm 1842.